# リオ・ホテルズ
リオ・ホテルズ（RIO HOTELS）は、不動産運用会社リオ・ホールディングスのグループ企業が主に北海道と首都圏で展開しているビジネスホテルチェーン。

## 概要

### 旧・カネトモ
1966年（昭和41年）に北海道札幌市でギフト用品販売会社の株式会社カネトモとして創業。1987年（昭和62年）にビジネスホテル事業に進出し、帯広市にホテルパコ帯広を開業。同業他社に先駆けて天然温泉の大浴場を併設したことで差別化を図り、1990年代には釧路・札幌・旭川・函館へも進出し、ホテルパコチェーン(HOTEL PACO CHAIN)を形成した。JR北海道の車内誌や吊り広告・ローカルCMなど北海道民と来道者に向けた宣伝を長らく展開しており、セイコーマートと同じく北海道内では知名度が高い企業であった。
しかしながら2000年代に入りルートインホテルズ・東横イン・スーパーホテルなどが相次いで道内各地に新築ホテルを開業したことで価格競争が始まり、収益が徐々に低下。2004年にホテルパコJr.札幌ススキノの不動産をケン・コーポレーションに、2005年に帯広1・旭川の不動産をゴールドマン・サックスへ売却し、リースバックによる運営に切り替えた。
天然温泉を備えた高級指向のビジネスホテル「ラ・ビスタ」が進出した釧路と函館は、日帰り入浴施設並みの天然温泉大浴場とリラクゼーション設備を備えた新館を2008年-2010年にかけて竣工させたが、不動産証券化で外部から建築費用を賄う目論見がリーマン・ショックの影響で頓挫し、建設費用の負債を抱えることになり経営を圧迫するようになった。2010年には開業まもない新館を擁していたホテルパコ釧路を新設会社の株式会社ケーユー（KU）へ分割承継した。
2012年に前出のゴールドマン・サックスに不動産を売却した帯広1・旭川の所有権がケン・コーポレーションに譲渡。同社とカネトモとケン不動産リースの合弁会社 株式会社北海道PKホテルマネジメントへ運営も移管され「プレミアパコ」に改称した。
2015年3月17日付で宿泊価格競争の激化などを背景に資金繰りが悪化したことを理由に、函館・帯広・釧路・北見のホテルパコを運営していたカネトモとケーユーは東京地方裁判所へ民事再生法の適用を申請し倒産。カネトモの負債は約72億5千万円、ケーユーの負債は約26億5千万円。リオ・ホールディングスが再建スポンサーとなる。。
「プレミアパコ」はケン・コーポレーションの資本下へ移っていたため、報道直後に「ホテルパコグループとは関係ない」旨の告知がプレミアパコのホームページに一定期間掲載された後、ケン不動産リースのビジネスホテルブランド「プレミアホテル-CABIN-」へ統合され、無関係となっている。

### リオ・ホールディングス傘下
リオ・ホールディングスはカネトモの支援前よりホテルの運営を行っていたことから、再建スポンサー内定後より「リオ&パコホテルズ」名称でチェーンが統合された。
ホテルパコはカネモトとケーユーによる経営が継続されていたが、2016年にリオ&パコホテルズがカネトモとケーユーを吸収合併、2020年8月にリオホテルズ北海道へ改称するとともに、チェーン名を「リオ・ホテルズ」に改名、2020年に株式会社リオ・ホテルズが設立された。但し、社名変更後も北海道内にある直営店舗の殆どは「ホテル パコ○○」を踏襲する。

## 店舗一覧

### 運営店

#### 北海道
- ホテルパコ帯広駅前（帯広市大通南12丁目1-3）：旧ホテルパコ帯広2
- ホテルパコ帯広中央（帯広市西1条南9丁目仲通り）：旧ホテルパコ帯広3
- ホテルパコ釧路（釧路市末広町2丁目）：2020年に本館を全面改装。2008年に増築した大浴場付きの新館は西館へ改称。道内のパコで唯一、大浴場・レストランともに上層階にある。
- ホテルグローバルビュー函館 メインタワー（旧：ホテルパコ函館、函館市大森町25番3号）
- ホテルグローバルビュー函館 プレミアムタワー（旧・ホテルパコ函館 別亭、函館市大森町25番3号）
  - 以上2館はかつては隣同士で離れていたが、函館トヨタ松風店移転（パコ函館本館の隣から若干函館駅寄りに移転）に伴い、その跡地を利用して2館の一部をつなげ、エントランスと駐車場を拡大した。 大浴場・レストランは別亭内にある。
- ホテルパコジュニア北見（北見市大通東2丁目）- 株式会社ホテルコモンズが経営するフランチャイズ店舗。
- ホテルローヤルステイサッポロ（札幌市中央区南6条西8）

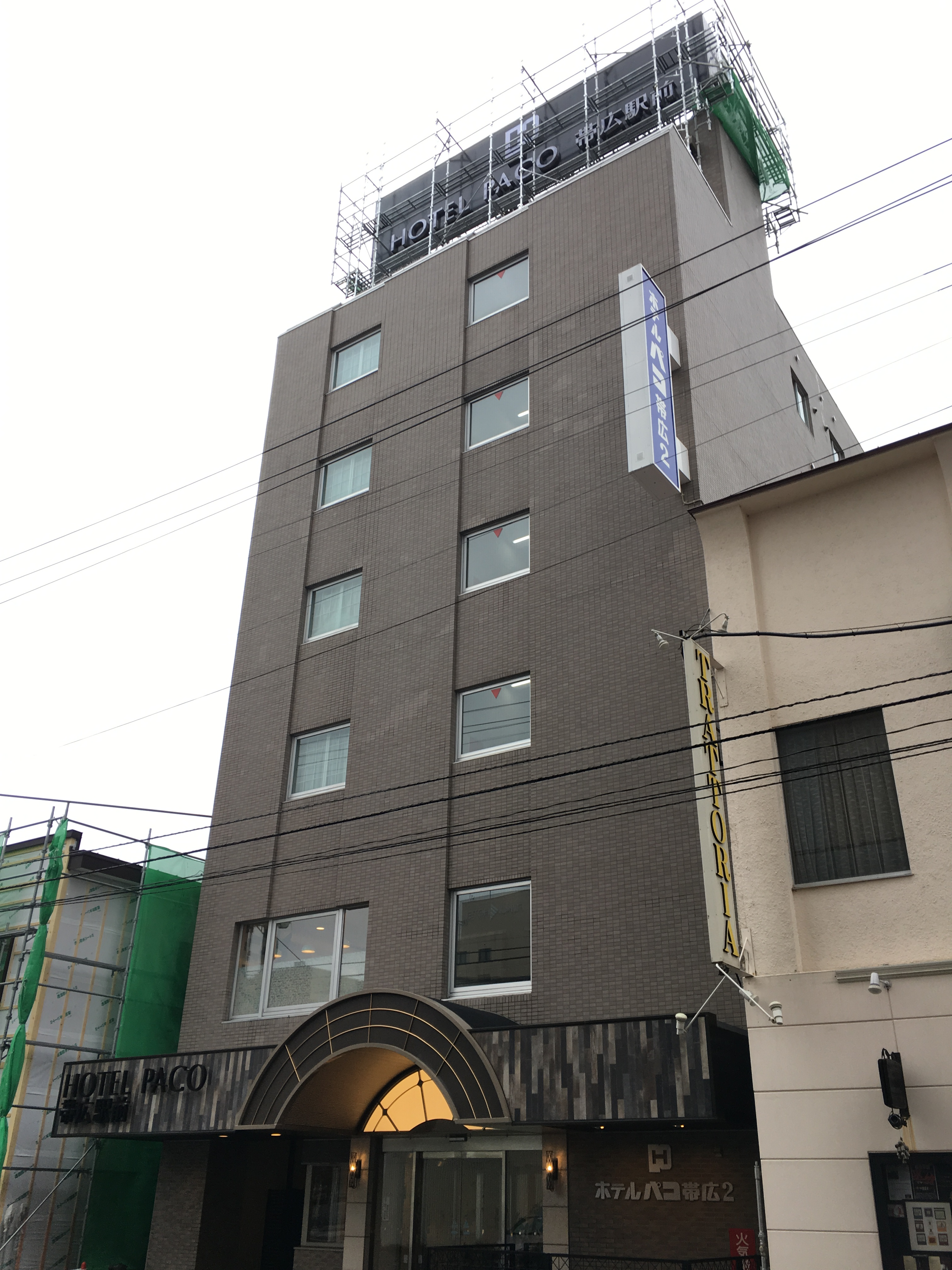
ホテルパコ帯広駅前
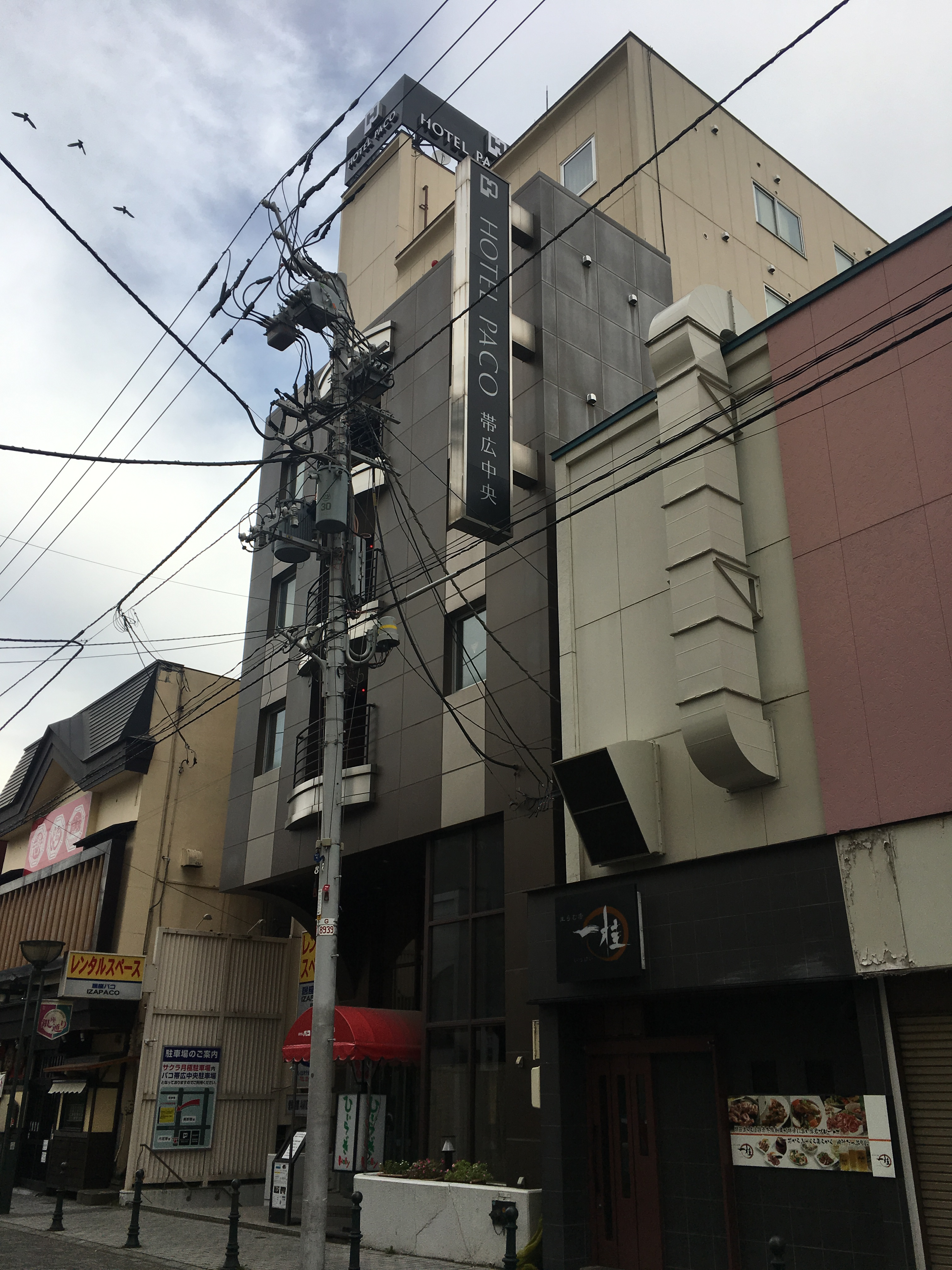
ホテルパコ帯広中央
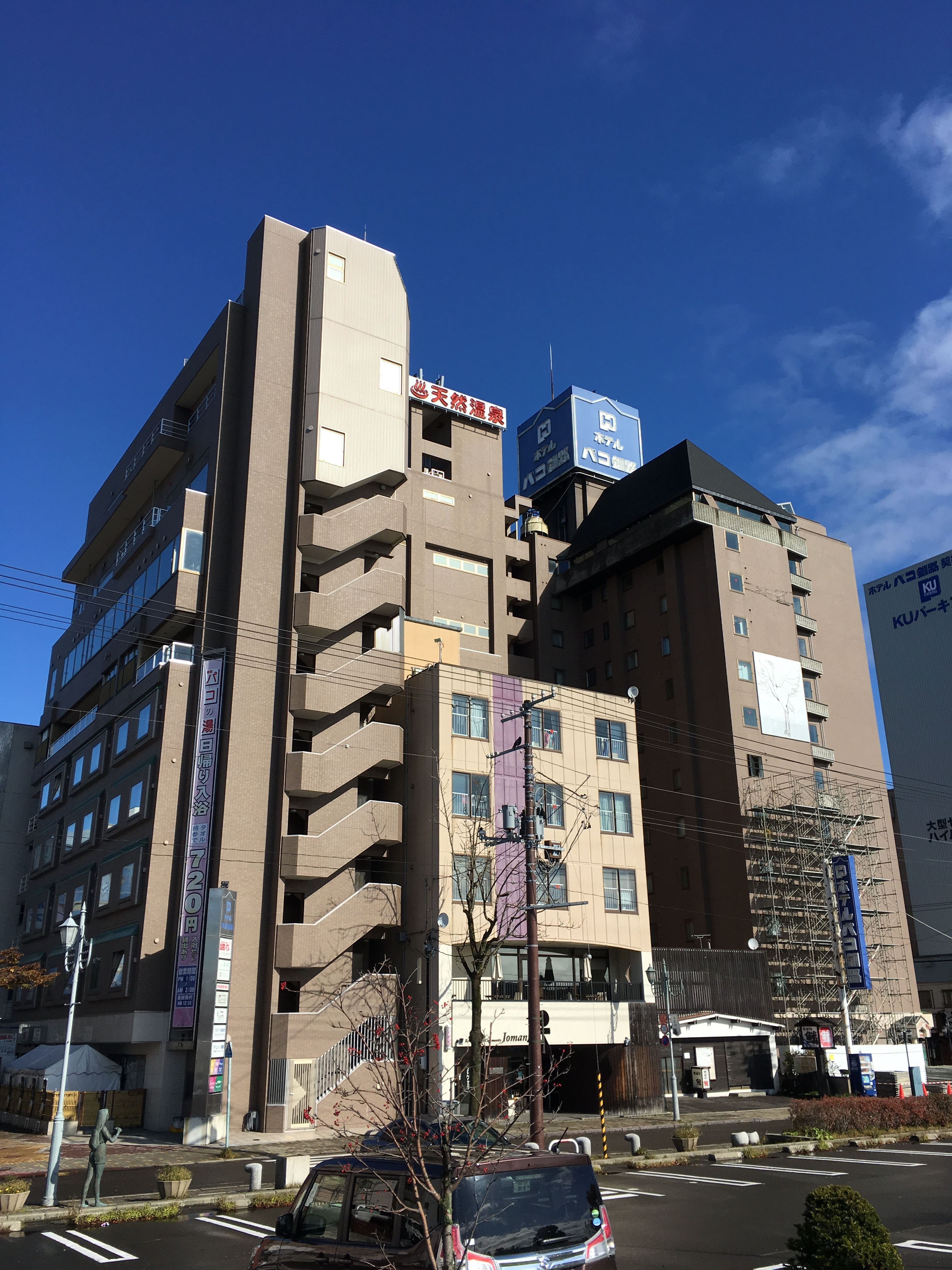
ホテルパコ釧路
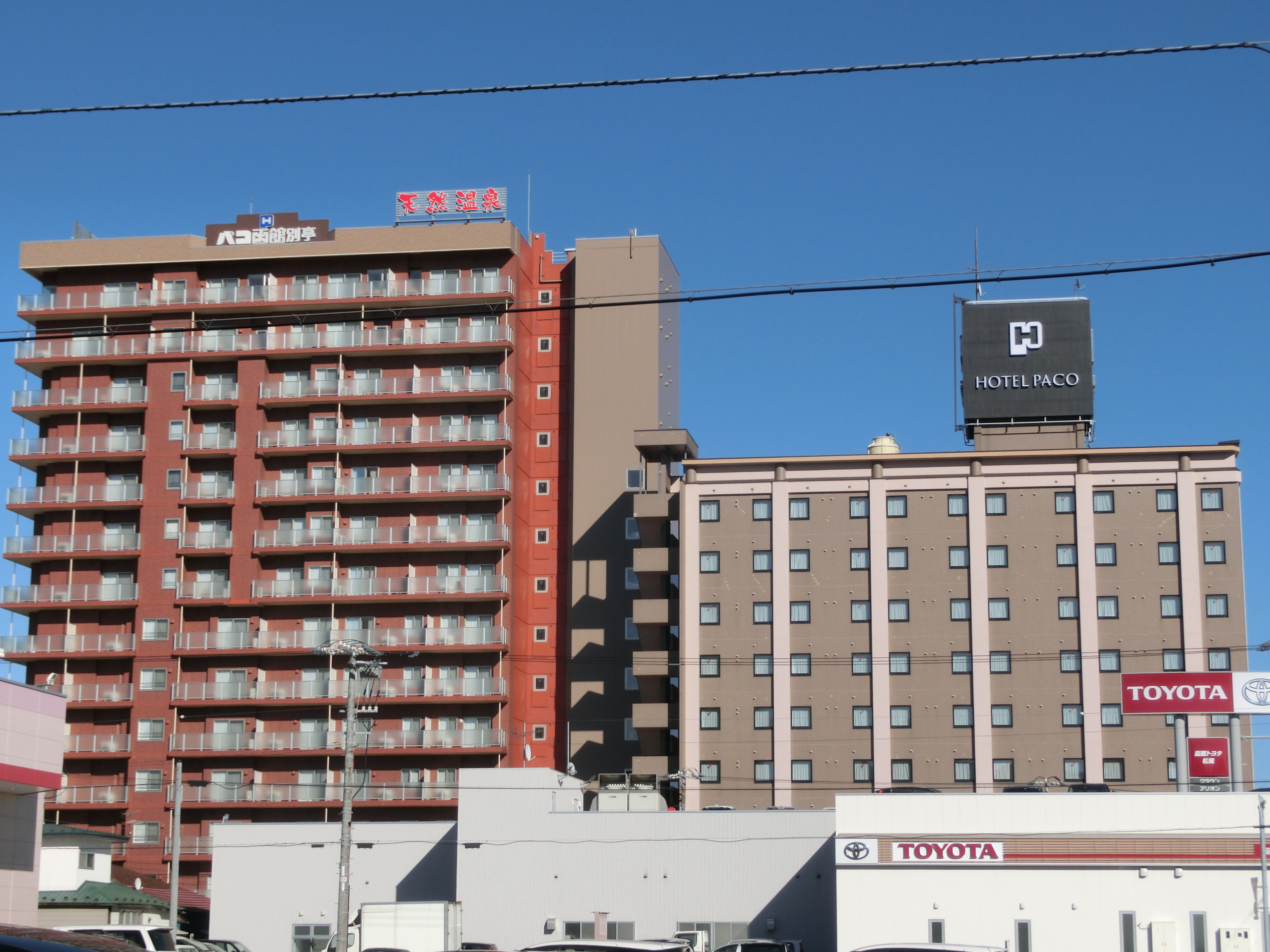
ホテルパコ函館（右）と函館別亭（左）
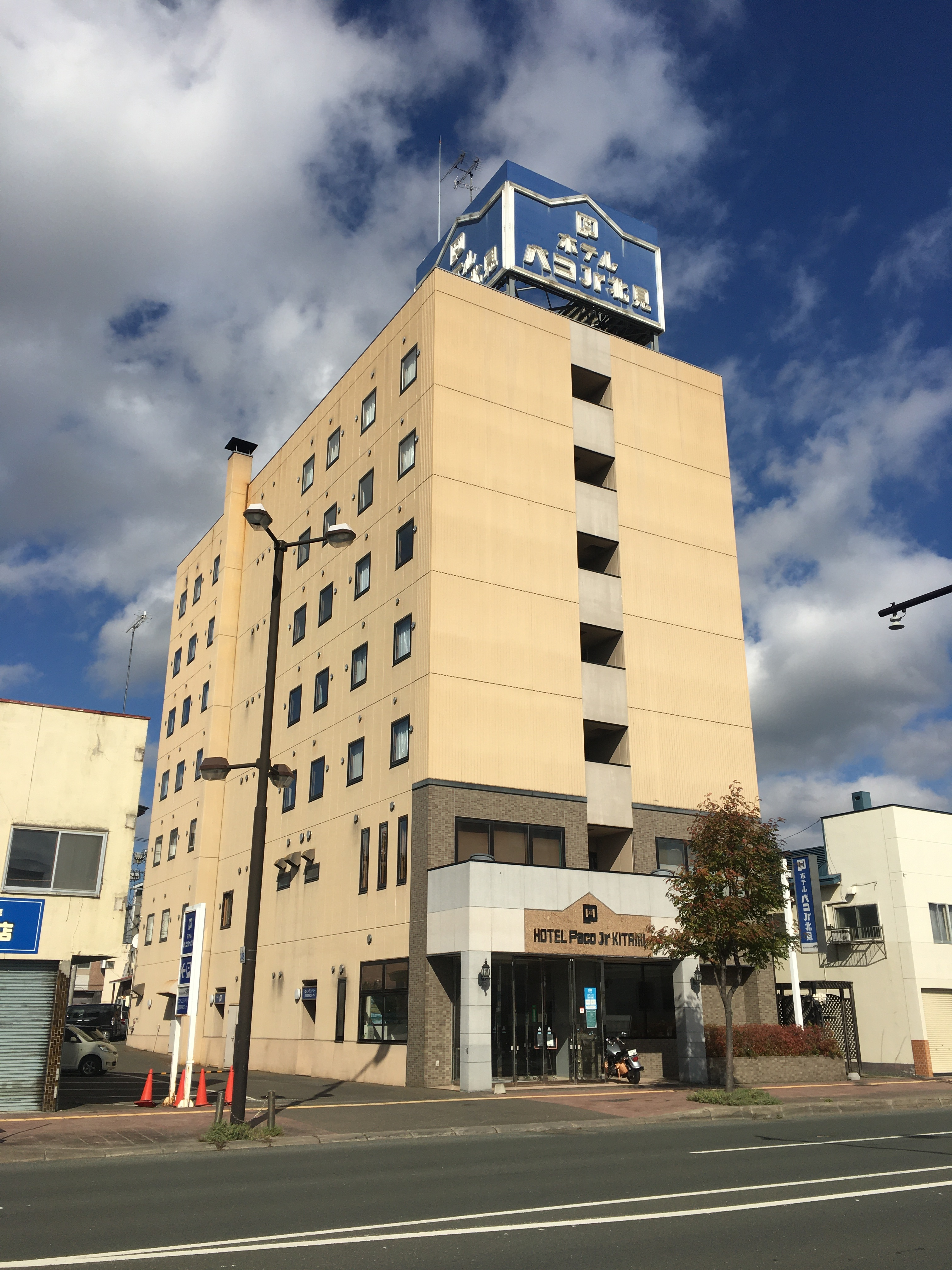
ホテルパコジュニア北見
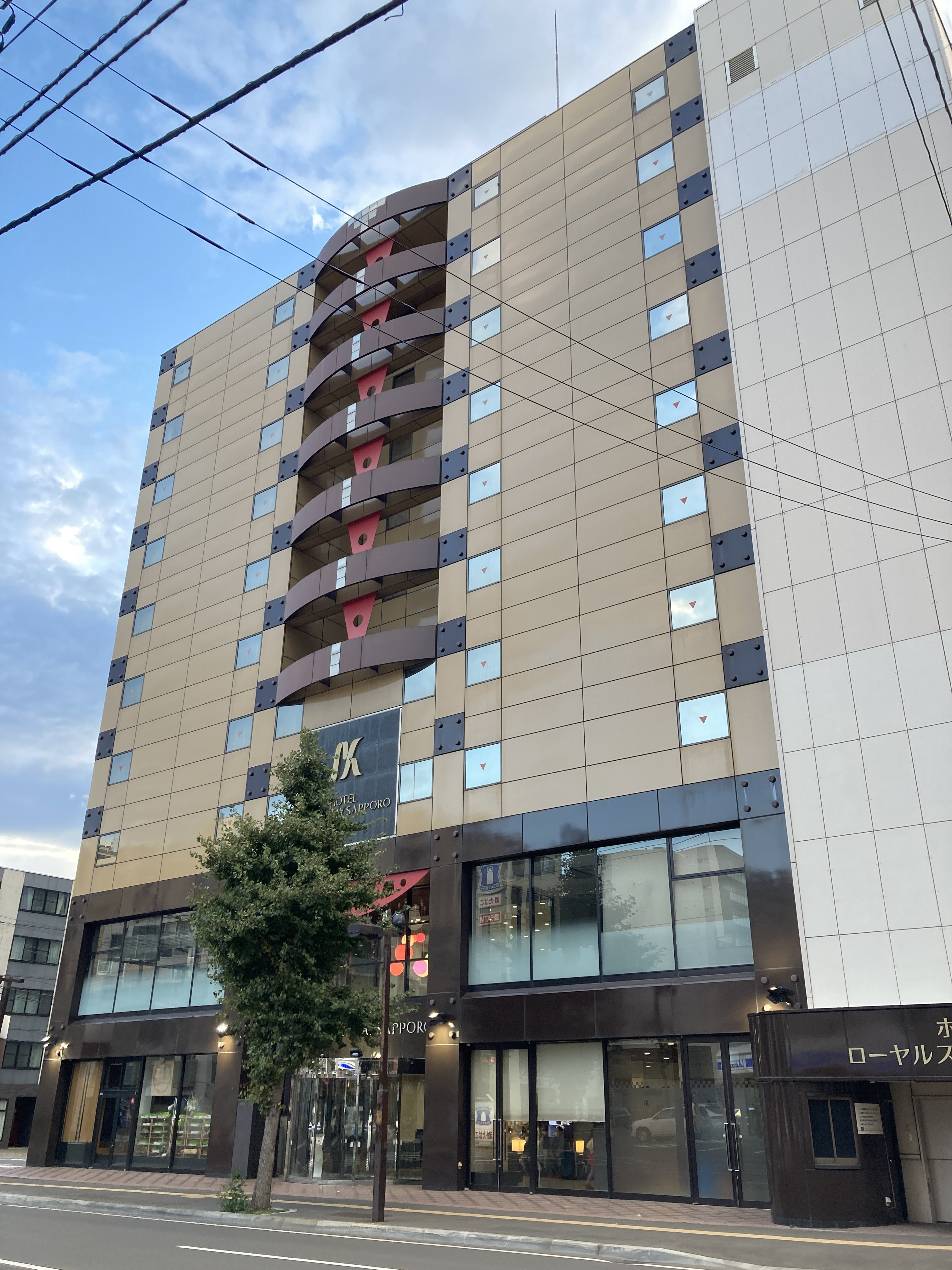
ホテルローヤルステイサッポロ

#### 東北
- ホテルグローバルビュー八戸（青森県八戸市大字十三日町7番地）
- ホテルグローバルビュー八戸アネックス（青森県八戸市徒士町11）
- ホテルJIN盛岡駅前（岩手県盛岡市盛岡駅西通1-6-15）
- ホテルグランシェール花巻（岩手県花巻市大通り1丁目6-7）
- ホテルグローバルビュー郡山（福島県郡山市中町11-2）：2021年5月12日に前ホテルロイヤル郡山から改修後グランドオープン

#### 関東・首都圏
- 水戸三の丸ホテル（茨城県水戸市三の丸2-1-1）
- ホテルアルファ・ザ・土浦（茨城県土浦市港町1-4-26）：旧カスミ傘下
- COCO STAY 西川口駅前（埼玉県川口市西川口1-9-7）
- ホテルトムス（東京都大田区西蒲田7-21-5）
- アールズフォレストイン（神奈川県川崎市川崎区小川町11-2）

#### 中部
- ホテル グローバルビュー新潟（新潟県新潟市中央区弁天1丁目2番4号）
- ホテルグランドティアラ南名古屋（愛知県安城市三河安城南町1丁目8番地11）
- プリンセスガーデンホテル（愛知県名古屋市中区栄3-13-31）
- ホテル津センターパレス（三重県津市大門7-15）：旧都シティ津
- ホテルザ・グランコート津西（三重県津市広明町345-4）
- フィオーレ志摩（三重県志摩市阿児町神明1916－60）
- 勝山ニューホテル（福井県勝山市片瀬町2丁目114）

#### 九州
- THE GLOBAL VIEW 長崎（長崎県長崎市宝町2-26）

### かつての運営店
☆はプレミアパコとして営業していたホテル。
- ホテルパコ札幌（札幌市） - 2010年（平成22年）12月21日より「設備（暖房系統）改修・修繕のため」として休業。2014年（平成26年）2月1日よりホテルカイコーグループ（株式会社海晃）の「ホテルカイコ―札幌中島公園」としてリニューアルオープン。
- ホテルパコ旭川（旭川市）☆ -- 北海道PKホテルマネジメント株式会社が運営。2016年6月1日よりプレミアホテル-CABIN-旭川へ名称を変更。
- ホテルパコ帯広1（帯広市）☆ -- ホテルパコ1号店。北海道PKホテルマネジメント株式会社が運営。2016年6月1日よりプレミアホテル-CABIN-帯広へ名称を変更。
- ホテルパコジュニアすすきの（札幌市）☆ -- 北海道PKホテルマネジメント株式会社が運営。2016年6月1日よりプレミアホテル-CABIN-札幌へ名称を変更。

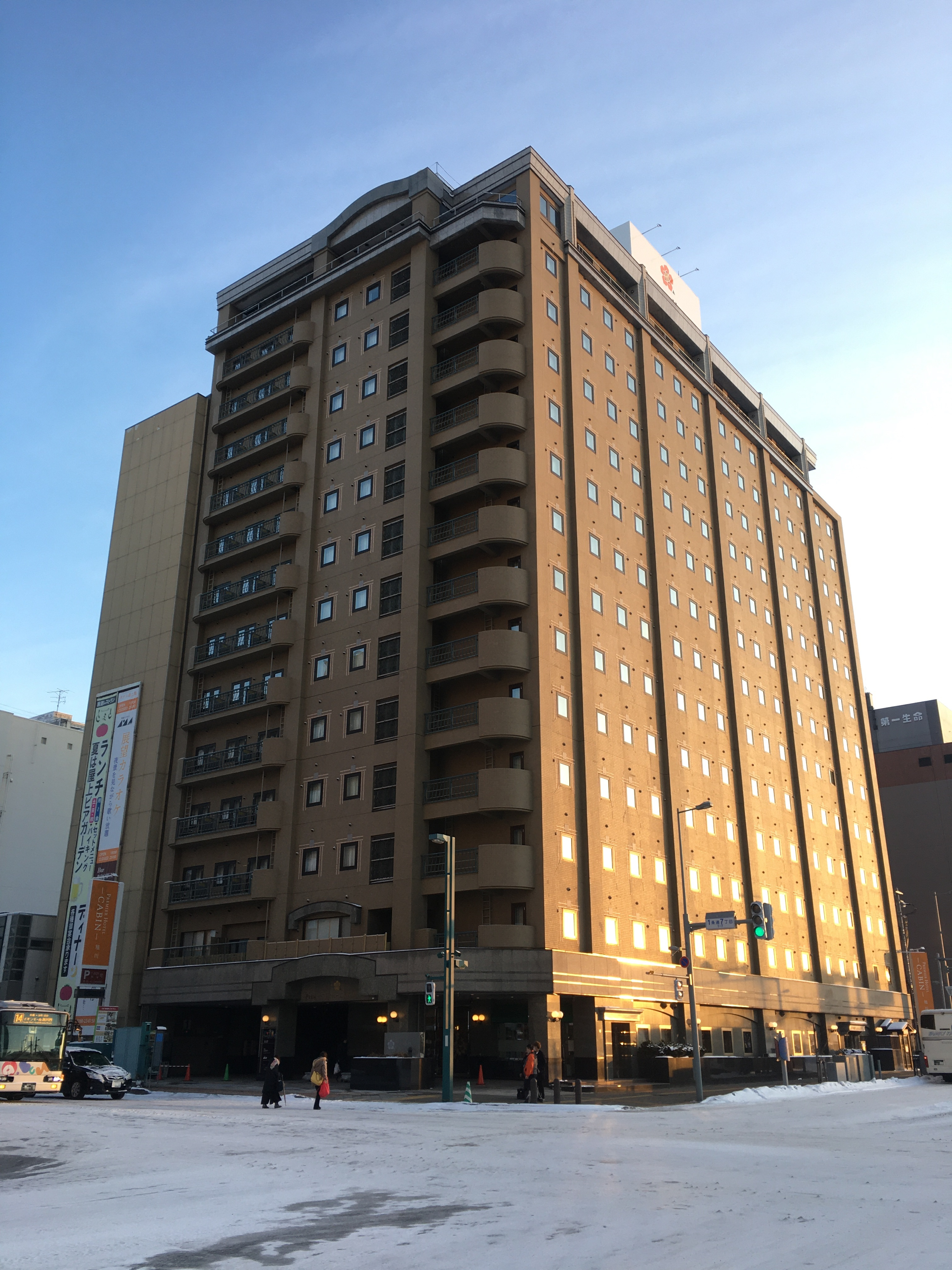
プレミアホテル-CABIN-旭川
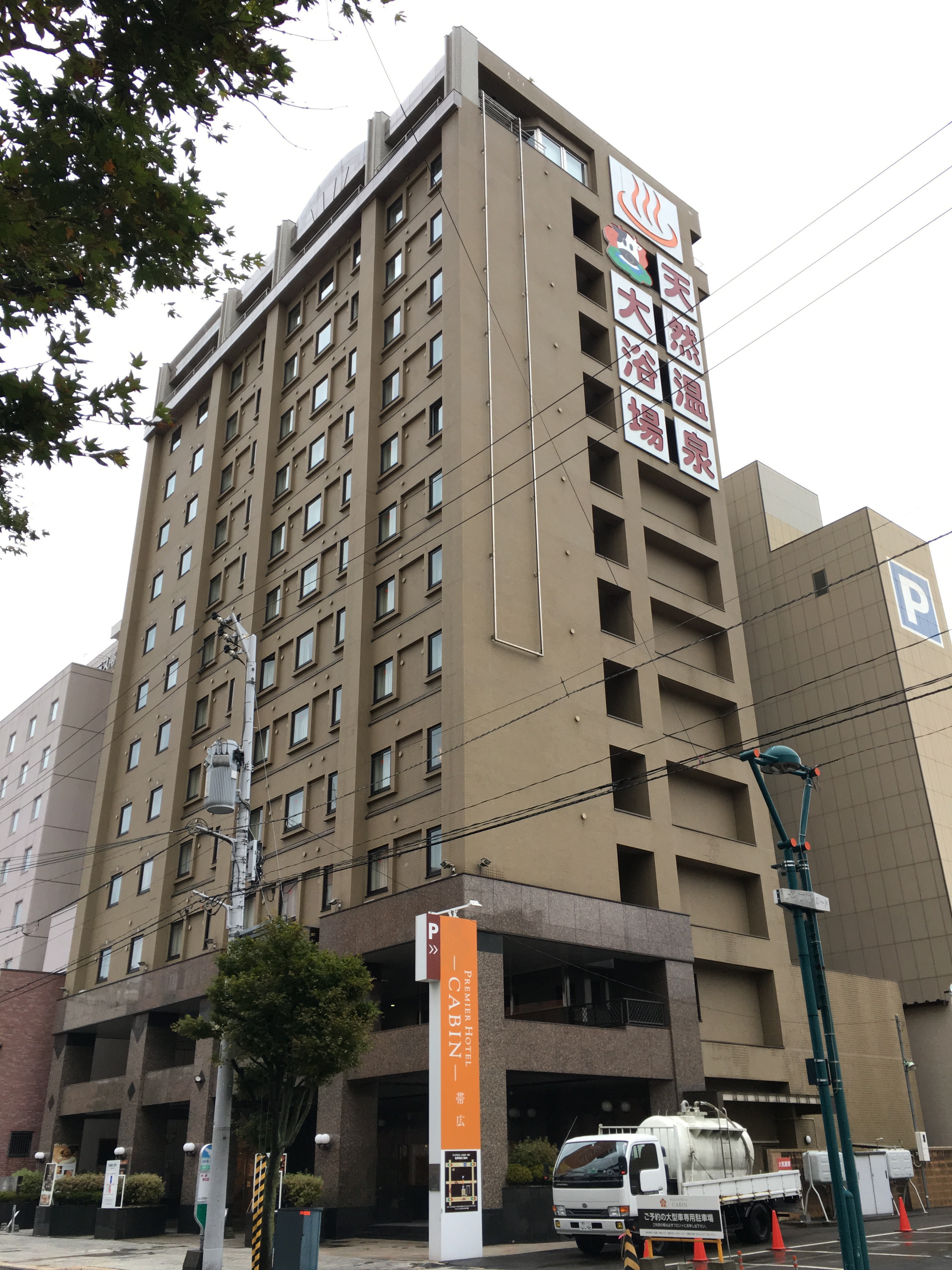
プレミアホテル-CABIN-帯広
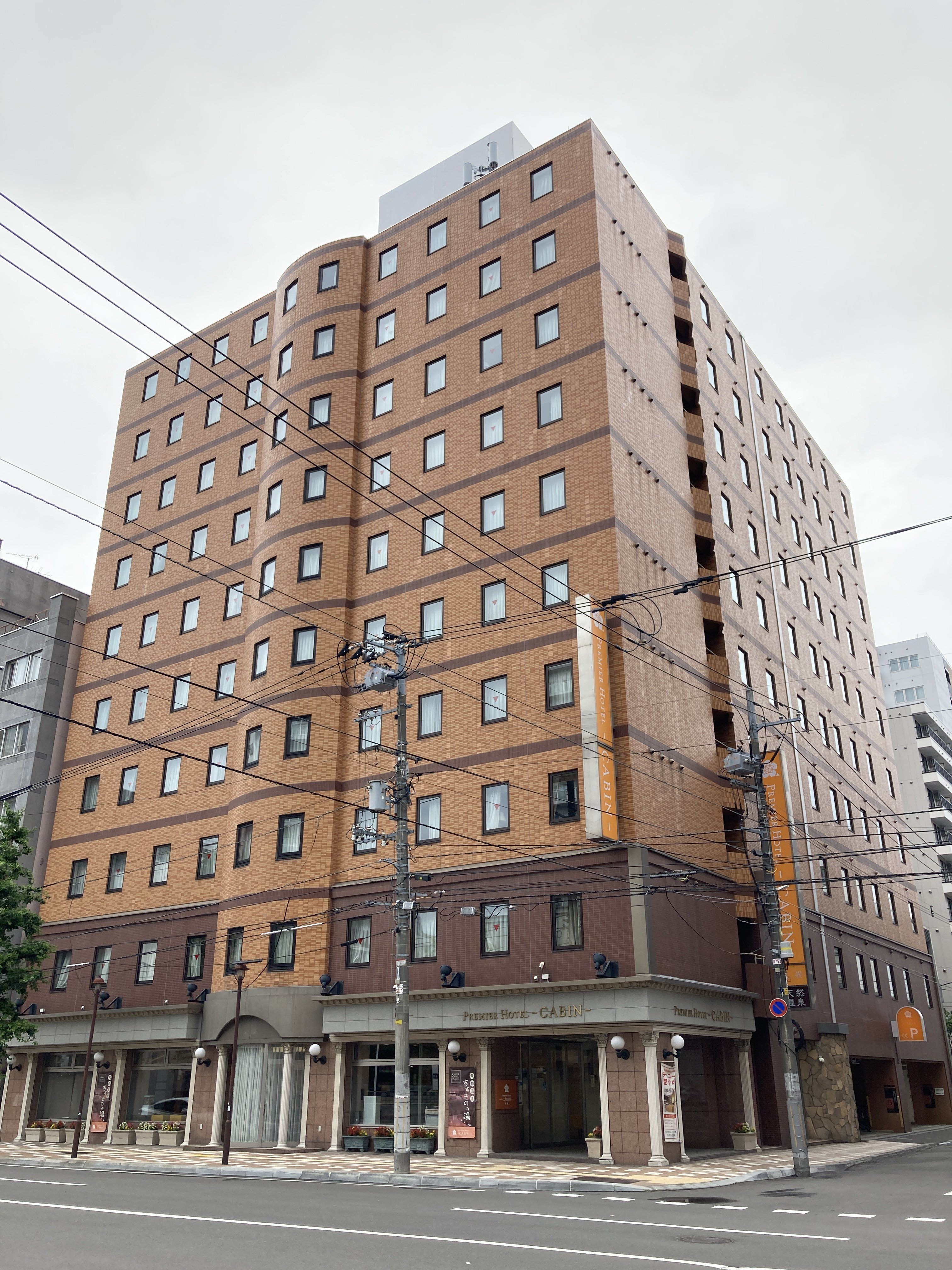
プレミアホテル-CABIN-札幌